# Sergio Pérez
Sergio Michel „Checo“ Pérez Mendoza (* 26. ledna 1990 Guadalajara) je mexický automobilový závodník. Nejznámější je jako pilot Formule 1, kde závodil v letech 2011–2024. Nejlepšího výsledku dosáhl v roce 2023, kdy skončil v šampionátu jezdců na druhém místě.
V motokárách začal závodit v šesti letech. Do juniorské formule přešel v roce 2004 a první šampionát ovládl v roce 2007. V roce 2009 přestoupil do série GP2, kde skončil na druhém místě. V roce 2010 se stal členem akademie Ferrari a o rok později podepsal smlouvu se Sauberem. Debutoval v Grand Prix Austrálie 2011, první pódiové umístění získal v Grand Prix Malajsie 2012. V roce 2013 přestoupil do McLarenu, kde jeho nejlepším umístěním bylo páté místo. V roce 2014 se přesunul do týmu Force India (od poloviny sezóny 2018 Racing Point), za který závodil až do roku 2020 a se kterým v roce 2020 skončil jako čtvrtý. Zároveň v tomto roce vyhrál svůj první závod, kdy ovládl Grand Prix Sachíru.
V roce 2021 přestoupil do Red Bullu a stal se týmovým kolegou Maxe Verstappena. S týmem získal pět výher, sezónu 2022 zakončil na třetím místě a další sezónu na druhém místě. Poté, co v roce 2024 ani jednou nevyhrál, se s týmem dohodl na ukončení smlouvy, kterou měl původně uzavřenou do konce roku 2026.
Celkem ve Formuli 1 vyhrál 6 závodů, získal 3 pole position, zajel 12 nejrychlejších kol a 39krát skončil mezi třemi nejlepšími.

## Závodní kariéra

### Juniorské série
Sergio Pérez začal kariéru v roce 1996 kdy závodil na motokárách. Celkem získal 5 titulů v Mexiku a USA. V roce 2004 odjel jednu sezónu v americkém šampionátu Skip Barber Dodge Series. Umístil se jedenáctý. Následující rok se přesunul do Evropy, kde působil dvě sezóny v německé sérii Formule BMW. Kde skončil čtrnáctý respektive šestý. V sezóně 2006–07 A1 Grand Prix se zúčastnil jednoho závodů za tým A1 Team Mexico. Stal se tak třetím nejmladším závodníkem v této sérii.
V roce 2007 se Pérez účastnil britského šampionátu Formule 3. Spolu se svým týmem T-Sport závodil v národní kategorii, se staršími monoposty, ve které s pohodlným náskokem zvítězil. Vyhrál dvě třetiny všech závodů a až na dva všude dosáhl na pódium.
Následující rok Pérez s jeho týmem povýšili do mezinárodní kategorie šampionátu. Zde skončil Pérez čtvrtý, ačkoliv několik závodů ze začátku šampionátu byl ve vedení.

### GP2 Series
V sezóně 2008–09 působil Pérez za tým Campos Grand Pix v GP2 Asia Series. Jeho týmovým kolegou byl Vitalij Petrov. Stal se tak prvním mexickým pilotem na této úrovni motorsportu od dob Giovanniho Aloie, který se účastnil mezinárodní Formule 3000 v roce 1990. Stylem start–cíl vyhrál sprint v Sakhiru, druhé vítězství přidal na okruhu v Losailu.
V hlavní sérii GP2 Pérez závodil za tým Arden International. V šampionátu se umístil na dvanáctém místě, nejlepšího výsledku dosáhl ve Valencii. V následující sezóně v asijské sérii GP2 absolvoval dva závody za tým Barwa Addax. Ve stejném týmu závodil i v hlavní části GP2, kde se s pěti vítězstvími a 71 body umístil celkově na druhém místě za Pastorem Maldonadem.

## Formule 1

### 2011–2012: Sauber

#### 2011
V sezóně 2011 sezóně vystřídal Pérez Nicka Heidfelda u týmu Sauber. Spolu s ním se do týmu jako hlavní sponzor přesunul mexický telefonní operátor Telmex. V prvním závodě obsadil 7. místo, hned za svým týmovým kolegou Kamuiem Kobajašim, tým byl ale kvůli porušení technických regulí vozu ze závodu diskvalifikován. V monacké velké ceně měl v kvalifikaci vážnou nehodu, do závodu proto neodstartoval. Vzhledem ke zdravotním problémům nenastoupil ani do Grand Prix Kanady, kde ho zastoupil Pedro de la Rosa.

#### 2012
Po sedmnáctém místě v kvalifikaci na Grand Prix Austrálie závod po startu z 22. příčky (penalizace za výměnu převodovky) dokončil osmý. Po desátém místě v kvalifikaci obsadil v malajsijské velké ceně druhou příčku příčku, což znamenalo jeho první umístění na stupních vítězů. Zajížděl rychlejší časy než vedoucí Alonso, avšak nedokázal jej předjet. Osmý skončil v kvalifikaci na Velkou cenu Číny a v závodě obsadil jedenácté místo. Stejný výsledek zopakoval i v Bahrajnu. Do Grand Prix Španělska odstartoval z 5. místa, na začátku kolidoval s Romainem Grosjeanem, v 37. kole musel odstoupit kvůli poruše problémům s pravou zadní pneumatikou. Ve 3. tréninku na GP Monaka do něj narazil venezuelský jezdec Williamsu Pastor Maldonado. Pravděpodobně následkem této nehody Mexičan havaroval v kvalifikaci v rychlém esíčku u bazénu, kdy jeho sauber odmítal zatáčet. Po výměně převodovky startoval z posledního místa, za nebezpečný manévr na Kimiho Räikkönena dostal trest průjezdu boxy a závod dojel jedenáctý. Ve 49. kole si připsal nejrychlejší kolo závodu. S 22 body drží 10. příčku.

#### 2013
V roce 2013 jezdil Pérez za Mclaren. Ovšem porážel ho jeho zkušenější týmový kolega Jenson Button a to tak, že po sezóně byl nahrazen Kevinem Magnussenem. Jeho nejlepší výsledek bylo 5. místo ve VC Indie, dokončil všechny závody, získal 49 bodů a umístil se na 11. místě.

### 2021–2024: Red Bull

#### 2021
Jeho první sezóna u Red Bullu začala 5. místem v Bahrajnu, následně v Imole (Grand Prix Emilia Romagna 2021) získal jeho do té doby nejlepší kvalifikační výsledek a to druhé místo. V závodě se mu už tolik nedařilo a na bodech nedojel. Jeho pátý závod za rakouský tým v Baku se mu vydařil, protože po defektu jeho týmového kolegy Maxe Verstappena se ujal vedení a po restartu z pevných pozic dvě kola před koncem Lewis Hamilton, který byl 2. probrzdill a musel v první zatáčce projet únikovou zónu a Sergio Pérez už lehce dojel do cíle vyhrál tak svou 2. velkou cenu v F1. Během sezóny dokázal ještě třikrát dojet na pódiu a to vždy na 3. místě. V posledním závodě poměrně dost pomohl Verstappenovi získat titul. V konečném pořadí skončil na 4. místě v mistrovství světa jezdců.

#### 2022
První závod v Bahrajnu nedokončil a v druhém závodě na okruhu v Saúdské Arábii získal první pole position ve své kariéře. V Austrálii dokončil závod na 2. místě.

## Výsledky
| Legenda k tabulce | Legenda k tabulce                                                                       |
| Barva             | Výsledek                                                                                |
| ----------------- | --------------------------------------------------------------------------------------- |
| Zlatá             | Vítěz                                                                                   |
| Stříbrná          | 2. místo                                                                                |
| Bronzová          | 3. místo                                                                                |
| Zelená            | Bodované umístění                                                                       |
| Modrá             | Nebodované umístění                                                                     |
| Modrá             | Dokončil neklasifikován (NC)                                                            |
| Fialová           | Odstoupil (Ret)                                                                         |
| Červená           | Nekvalifikoval se (DNQ)                                                                 |
| Červená           | Nepředkvalifikoval se (DNPQ)                                                            |
| Černá             | Diskvalifikován (DSQ)                                                                   |
| Bílá              | Nestartoval (DNS)                                                                       |
| Bílá              | Závod zrušen (C)                                                                        |
| Světle modrá      | Pouze trénoval (PO)                                                                     |
| Světle modrá      | Páteční testovací jezdec (TD)                                                           |
| Bez barvy         | Netrénoval (DNP)                                                                        |
| Bez barvy         | Vyřazen (EX)                                                                            |
| Bez barvy         | Nepřijel (DNA)                                                                          |
| Bez barvy         | Odvolal účast (WD)                                                                      |
| Bez barvy         | Nezúčastnil se (prázdné)                                                                |
| Označení          | Význam                                                                                  |
| Tučnost           | Pole position                                                                           |
| Kurzíva           | Nejrychlejší kolo                                                                       |
| †                 | Jezdec nedojel do cíle, ale byl klasifikován, protože odjel více než 90 % délky závodu. |
| ‡                 | Byl udělován poloviční počet bodů, protože bylo odjeto méně než 75 % délky závodu.      |
| Horní index       | Umístění bodujících jezdců ve sprintu                                                   |

### Závodní kariéra
| Sezóna  | Série                                             | Tým                              | Závody | Vítězství | PP | NK | Pódia | Body | Umístění  |
| ------- | ------------------------------------------------- | -------------------------------- | ------ | --------- | -- | -- | ----- | ---- | --------- |
| 2004    | Skip Barber National Championship                 | Telmex Racing                    | 14     | 0         | 0  | –  | 1     | 77   | 11. místo |
| 2005    | Formula BMW ADAC                                  | 4speed Media                     | 19     | 0         | 0  | 0  | 1     | 37   | 14. místo |
| 2006    | Formula BMW ADAC                                  | ADAC Berlin-Brandenburg          | 18     | 0         | 0  | 0  | 2     | 112  | 6. místo  |
| 2006–07 | A1 Grand Prix                                     | A1 Team Mexico                   | 2      | 0         | 0  | 0  | 0     | 35   | 10. místo |
| 2007    | British Formula 3 International Series - National | T-Sport                          | 21     | 14        | 14 | 0  | 19    | 376  | 1. místo  |
| 2008    | British Formula 3 International Series            | T-Sport                          | 22     | 4         | 0  | 1  | 7     | 195  | 4. místo  |
| 2008–09 | GP2 Asia Series                                   | Campos Grand Prix                | 11     | 2         | 0  | 1  | 3     | 26   | 7. místo  |
| 2009    | GP2 Series                                        | Arden International              | 20     | 0         | 0  | 1  | 2     | 22   | 12. místo |
| 2009–10 | GP2 Asia Series                                   | Barwa Addax Team                 | 4      | 0         | 0  | 0  | 0     | 5    | 15. místo |
| 2010    | GP2 Series                                        | Barwa Addax Team                 | 20     | 5         | 1  | 5  | 7     | 71   | 2. místo  |
| 2011    | Formule 1                                         | Sauber F1 Team                   | 19     | 0         | 0  | 0  | 0     | 14   | 16. místo |
| 2012    | Formule 1                                         | Sauber F1 Team                   | 20     | 0         | 0  | 1  | 3     | 66   | 10. místo |
| 2013    | Formule 1                                         | Vodafone McLaren Mercedes        | 19     | 0         | 0  | 1  | 0     | 49   | 11. místo |
| 2014    | Formule 1                                         | Sahara Force India F1 Team       | 19     | 0         | 0  | 1  | 1     | 59   | 10. místo |
| 2015    | Formule 1                                         | Sahara Force India F1 Team       | 19     | 0         | 0  | 0  | 1     | 78   | 9. místo  |
| 2016    | Formule 1                                         | Sahara Force India F1 Team       | 21     | 0         | 0  | 0  | 2     | 101  | 7. místo  |
| 2017    | Formule 1                                         | Sahara Force India F1 Team       | 20     | 0         | 0  | 1  | 0     | 100  | 7. místo  |
| 2018    | Formule 1                                         | Sahara Force India F1 Team       | 12     | 0         | 0  | 0  | 1     | 62   | 8. místo  |
| 2018    | Formule 1                                         | Racing Point Force India F1 Team | 9      | 0         | 0  | 0  | 0     | 62   | 8. místo  |
| 2019    | Formule 1                                         | SportPesa Racing Point F1 Team   | 21     | 0         | 0  | 0  | 0     | 52   | 10. místo |
| 2020    | Formule 1                                         | BWT Racing Point F1 Team         | 16     | 1         | 0  | 0  | 2     | 125  | 4. místo  |
| 2021    | Formule 1                                         | Red Bull Racing Honda            | 22     | 1         | 0  | 2  | 5     | 190  | 4. místo  |
| 2022    | Formule 1                                         | Oracle Red Bull Racing           | 22     | 2         | 1  | 3  | 11    | 305  | 3. místo  |
| 2023    | Formule 1                                         | Oracle Red Bull Racing           | 22     | 2         | 2  | 2  | 9     | 285  | 2. místo  |
| 2024    | Formule 1                                         | Oracle Red Bull Racing           | 24     | 0         | 0  | 1  | 4     | 152  | 8. místo  |

### Kompletní výsledky ve Formuli 1
| Rok  | Tým                              | Šasi                 | Motor                                | 1       | 2       | 3      | 4      | 5       | 6       | 7       | 8       | 9       | 10      | 11       | 12      | 13      | 14     | 15      | 16      | 17      | 18     | 19      | 20      | 21      | 22      | 23      | 24      | Body | Umístění  |
| ---- | -------------------------------- | -------------------- | ------------------------------------ | ------- | ------- | ------ | ------ | ------- | ------- | ------- | ------- | ------- | ------- | -------- | ------- | ------- | ------ | ------- | ------- | ------- | ------ | ------- | ------- | ------- | ------- | ------- | ------- | ---- | --------- |
| 2011 | Sauber F1 Team                   | Sauber C30           | Ferrari 056 2,4 V8                   | AUS DSQ | MAL Ret | CHN 17 | TUR 14 | ESP 9   | MON DNS | CAN PO  | EUR 11  | GBR 7   | GER 11  | HUN 15   | BEL Ret | ITA Ret | SIN 10 | JPN 8   | KOR 16  | IND 10  | ABU 11 | BRA 13  |         |         |         |         |         | 14   | 16. místo |
| 2012 | Sauber F1 Team                   | Sauber C31           | Ferrari 056 2,4 V8                   | AUS 8   | MAL 2   | CHN 11 | BHR 11 | ESP Ret | MON 11  | CAN 3   | EUR 9   | GBR Ret | GER 6   | HUN 14   | BEL Ret | ITA 2   | SIN 10 | JPN Ret | KOR 11  | IND Ret | ABU 15 | USA 11  | BRA Ret |         |         |         |         | 66   | 10. místo |
| 2013 | Vodafone McLaren Mercedes        | McLaren MP4-28       | Mercedes FO 108Z 2,4 V8              | AUS 11  | MAL 9   | CHN 11 | BHR 6  | ESP 9   | MON 16† | CAN 11  | GBR 20† | GER 8   | HUN 9   | BEL 11   | ITA 12  | SIN 8   | KOR 10 | JPN 15  | IND 5   | ABU 9   | USA 7  | BRA 6   |         |         |         |         |         | 49   | 11. místo |
| 2014 | Sahara Force India F1 Team       | Force India VJM07    | Mercedes PU106A Hybrid 1,6 V6 t      | AUS 10  | MAL DNS | BHR 3  | CHN 9  | ESP 9   | MON Ret | CAN 11† | AUT 6   | GBR 11  | GER 10  | HUN Ret  | BEL 8   | ITA 7   | SIN 7  | JPN 10  | RUS 10  | USA Ret | BRA 15 | ABU 7   |         |         |         |         |         | 59   | 10. místo |
| 2015 | Sahara Force India F1 Team       | Force India VJM08    | Mercedes PU106B Hybrid 1,6 V6 t      | AUS 10  | MAL 13  | CHN 11 | BHR 8  | ESP 13  | MON 7   | CAN 11  | AUT 9   |         |         |          |         |         |        |         |         |         |        |         |         |         |         |         |         | 78   | 9. místo  |
| 2015 | Sahara Force India F1 Team       | Force India VJM08B   | Mercedes PU106B Hybrid 1,6 V6 t      |         |         |        |        |         |         |         |         | GBR 9   | HUN Ret | BEL 5    | ITA 6   | SIN 7   | JPN 12 | RUS 3   | USA 5   | MEX 8   | BRA 12 | ABU 5   |         |         |         |         |         | 78   | 9. místo  |
| 2016 | Sahara Force India F1 Team       | Force India VJM09    | Mercedes PU106C Hybrid 1,6 V6 t      | AUS 13  | BHR 16  | CHN 11 | RUS 9  | ESP 7   | MON 3   | CAN 10  | EUR 3   | AUT 17† | GBR 6   | HUN 11   | GER 10  | BEL 5   | ITA 8  | SIN 8   | MAL 6   | JPN 7   | USA 8  | MEX 10  | BRA 4   | ABU 8   |         |         |         | 101  | 7. místo  |
| 2017 | Sahara Force India F1 Team       | Force India VJM10    | Mercedes M08 EQ Power+ 1,6 V6 t      | AUS 7   | CHN 9   | BHR 7  | RUS 6  | ESP 4   | MON 13  | CAN 5   | AZE Ret | AUT 7   | GBR 9   | HUN 8    | BEL 17† | ITA 9   | SIN 5  | MAL 6   | JPN 7   | USA 8   | MEX 7  | BRA 9   | ABU 7   |         |         |         |         | 92   | 7. místo  |
| 2018 | Sahara Force India F1 Team       | Force India VJM11    | Mercedes M09 EQ Power+ 1,6 V6 t      | AUS 11  | BHR 16  | CHN 12 | AZE 3  | ESP 9   | MON 12  | CAN 14  | FRA Ret | AUT 7   | GBR 10  | GER 7    | HUN 14  |         |        |         |         |         |        |         |         |         |         |         |         | 58   | 8. místo  |
| 2018 | Racing Point Force India F1 Team | Force India VJM11    | Mercedes M09 EQ Power+ 1,6 V6 t      |         |         |        |        |         |         |         |         |         |         |          |         | BEL 5   | ITA 7  | SIN 16  | RUS 10  | JPN 7   | USA 8  | MEX Ret | BRA 10  | ABU 8   |         |         |         | 58   | 8. místo  |
| 2019 | SportPesa Racing Point F1 Team   | Racing Point RP19    | Mercedes M10 EQ Power+ 1.6 V6 t      | AUS 13  | BHR 10  | CHN 8  | AZE 6  | ESP 15  | MON 12  | CAN 12  | FRA 12  | AUT 11  | GBR 17  | GER Ret  | HUN 11  | BEL 6   | ITA 7  | SIN Ret | RUS 7   | JPN 8   | MEX 7  | USA 10  | BRA 9   | ABU 7   |         |         |         | 52   | 10. místo |
| 2020 | BWT Racing Point F1 Team         | Racing Point RP20    | Mercedes M11 EQ Performance 1.6 V6 t | AUT 6   | STY 6   | HUN 7  | GBR WD | 70A     | ESP 5   | BEL 10  | ITA 10  | TUS 5   | RUS 4   | EIF 4    | POR 7   | EMI 6   | TUR 2  | BHR 18† | SKR 1   | ABU Ret |        |         |         |         |         |         |         | 125  | 4. místo  |
| 2021 | Red Bull Racing                  | Red Bull RB16B       | Honda RA621H 1.6 V6 t                | BHR 5   | EMI 11  | POR 4  | ESP 5  | MON 4   | AZE 1   | FRA 3   | STY 4   | AUT 6   | GBR 16  | HUN Ret  | BEL 19  | NED 8   | ITA 5  | RUS 9   | TUR 3   | USA 3   | MXC 3  | SAP 4   | QAT 4   | SAU Ret | ABU 15† |         |         | 190  | 4. místo  |
| 2022 | Oracle Red Bull Racing           | Red Bull Racing RB18 | Red Bull RBPTH001 V6 t               | BHR 18† | SAU 4   | AUS 2  | EMI 23 | MIA 4   | ESP 2   | MON 1   | AZE 2   | CAN Ret | GBR 2   | AUT Ret5 | FRA 4   | HUN 5   | BEL 2  | NED 5   | ITA 6   | SIN 1   | JPN 2  | USA 4   | MXC 3   | SAP 75  | ABU 3   |         |         | 305  | 3. místo  |
| 2023 | Oracle Red Bull Racing           | Red Bull Racing RB19 | Honda RBPTH001 1.6 V6 t              | BHR 2   | SAU 1   | AUS 5  | AZE 1  | MIA 2   | MON 16  | ESP 4   | CAN 6   | AUT 32  | GBR 6   | HUN 3    | BEL 2   | NED 4   | ITA 2  | SIN 8   | JPN Ret | QAT 10  | USA 45 | MXC Ret | SAP 43  | LVG 3   | ABU 4   |         |         | 285  | 2. místo  |
| 2024 | Oracle Red Bull Racing           | Red Bull Racing RB20 | Honda RBPTH002 1.6 V6 t              | BHR 2   | SAU 2   | AUS 5  | JPN 2  | CHN 3   | MIA 43  | EMI 8   | MON Ret | CAN Ret | ESP 8   | AUT 78   | GBR 17  | HUN 7   | BEL 7  | NED 6   | ITA 8   | AZE 18† | SIN 10 | USA 7   | MXC 17  | SAP 118 | LVG 10  | QAT Ret | ABU Ret | 152  | 8. místo  |